# Bjerring Sogn
Bjerring Sogn er et sogn i Viborg Østre Provsti (Viborg Stift). Bjerringbro Sogn blev i 1923 delvis udskilt fra Bjerring Sogn, som blev til Bjerring Kirkedistrikt i Bjerringbro Sogn. Da kirkedistrikterne blev nedlagt 1. oktober 2010, blev Bjerring Sogn igen selvstændigt.
I 1800-tallet var Mammen Sogn anneks til Bjerring Sogn. Begge sogne hørte til Middelsom Herred i Viborg Amt. Bjerring-Mammen sognekommune blev delt i begyndelsen af 1950'erne, hvor Bjerring Sogn gik ind i den nyoprettede Bjerringbro sognekommune mens Mammen Sogn fortsatte som selvstændig sognekommune. Ved kommunalreformen i 1970 gik Bjerringbro og Mammen sognekommuner ind i Bjerringbro Kommune, som ved strukturreformen i 2007 blev indlemmet i Viborg Kommune.
I Bjerring Sogn ligger Bjerring Kirke.
I sognet findes følgende autoriserede stednavne:
- Bjerring (bebyggelse, ejerlav)
- Bjerring Hede (bebyggelse)
- Bjerring Nedermark (bebyggelse)
- Vagthøjsfald (bebyggelse)